# Žemaičių Kalvarija
Žemaičių Kalvarija est un village du nord-est de la Samogitie en Lituanie (district de Plungė). Sa population est de 798 habitants (2001).

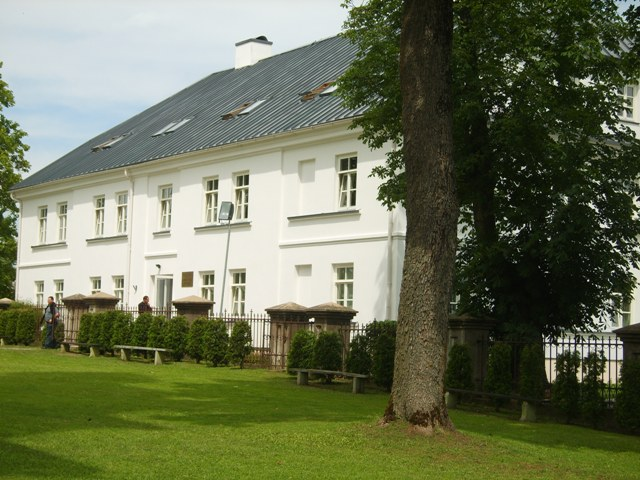
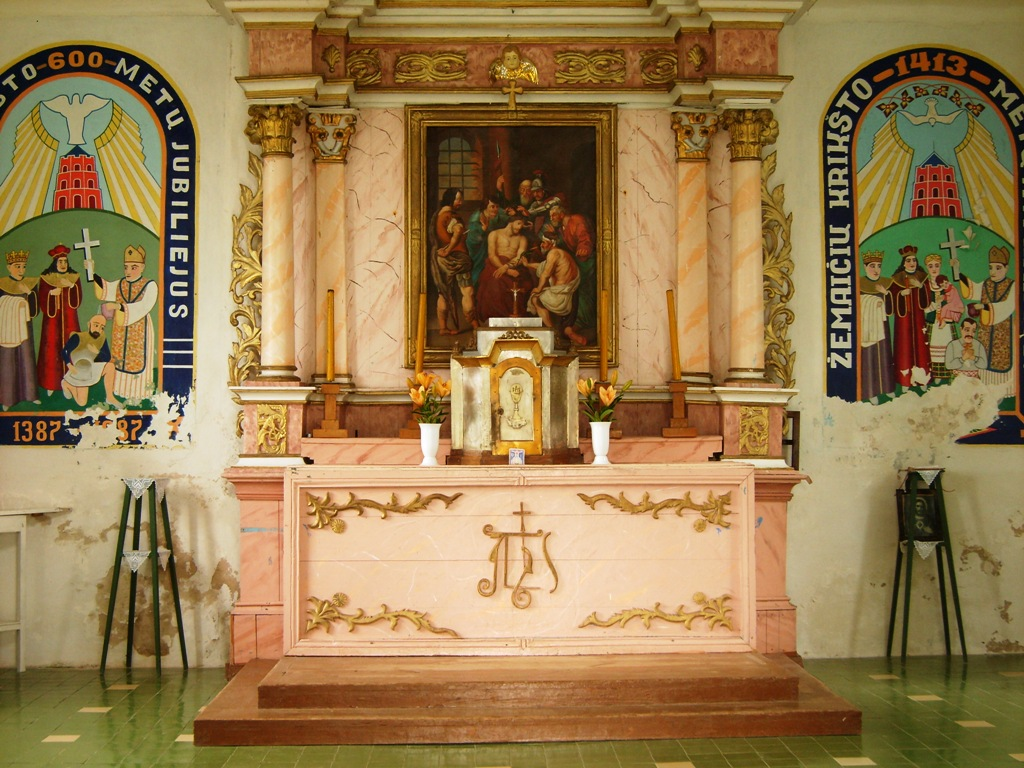
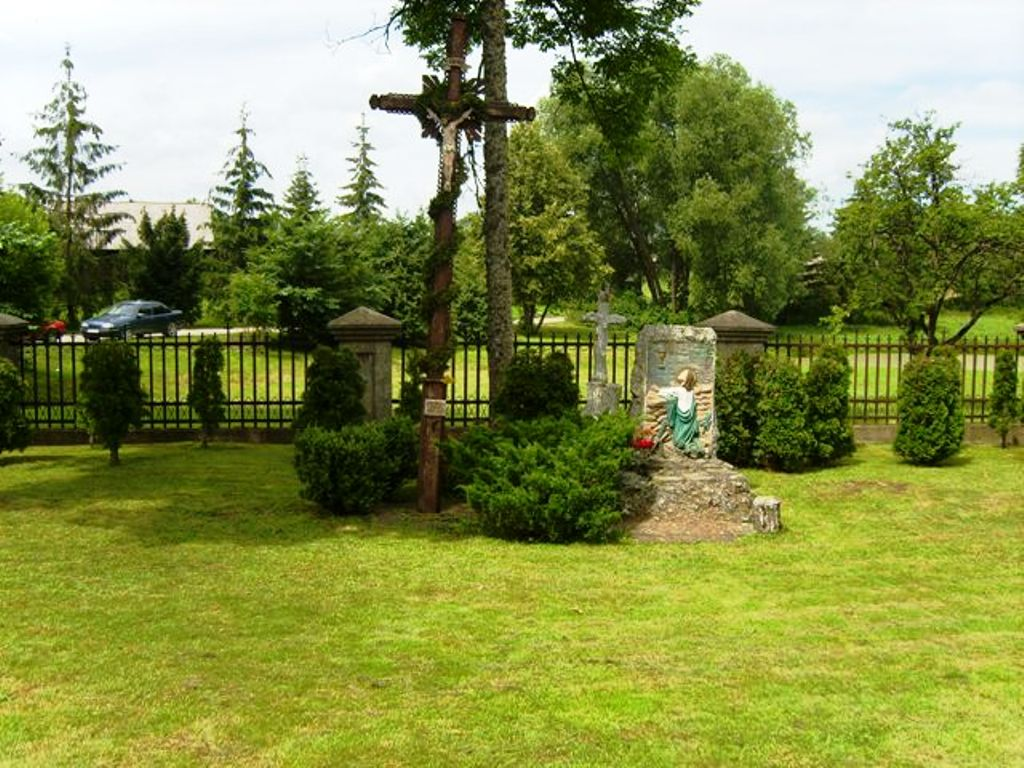
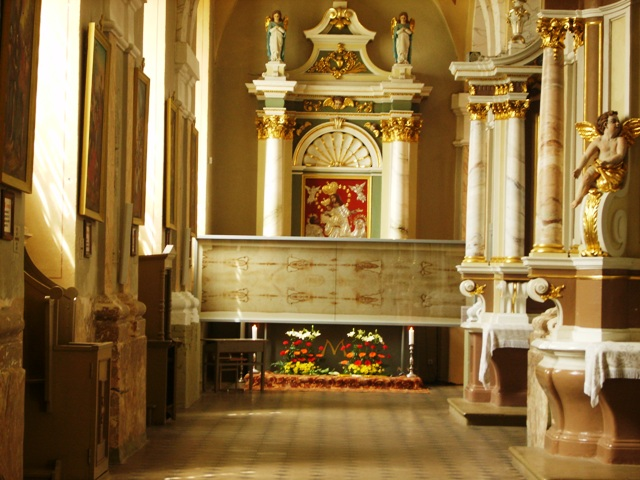
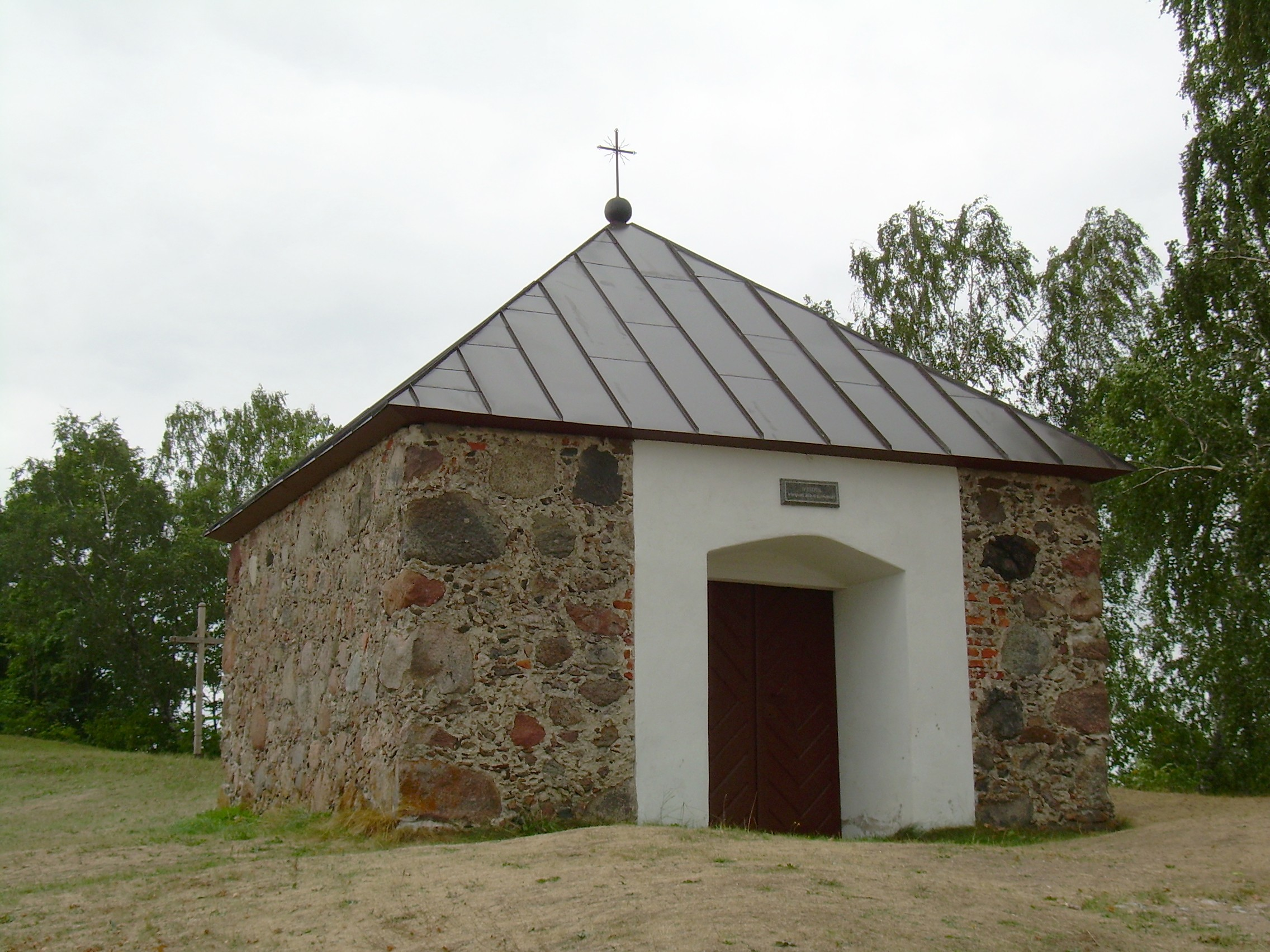
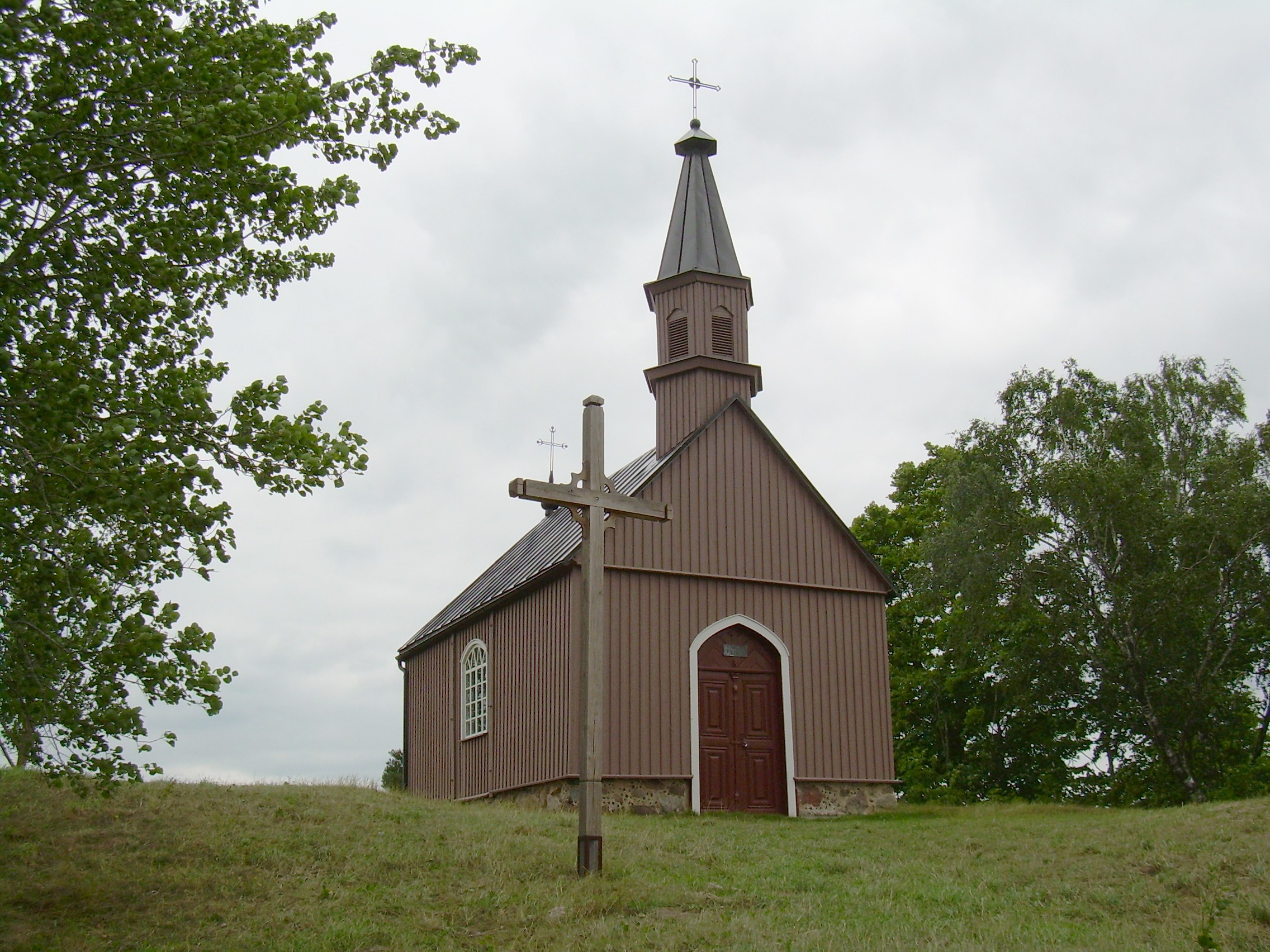
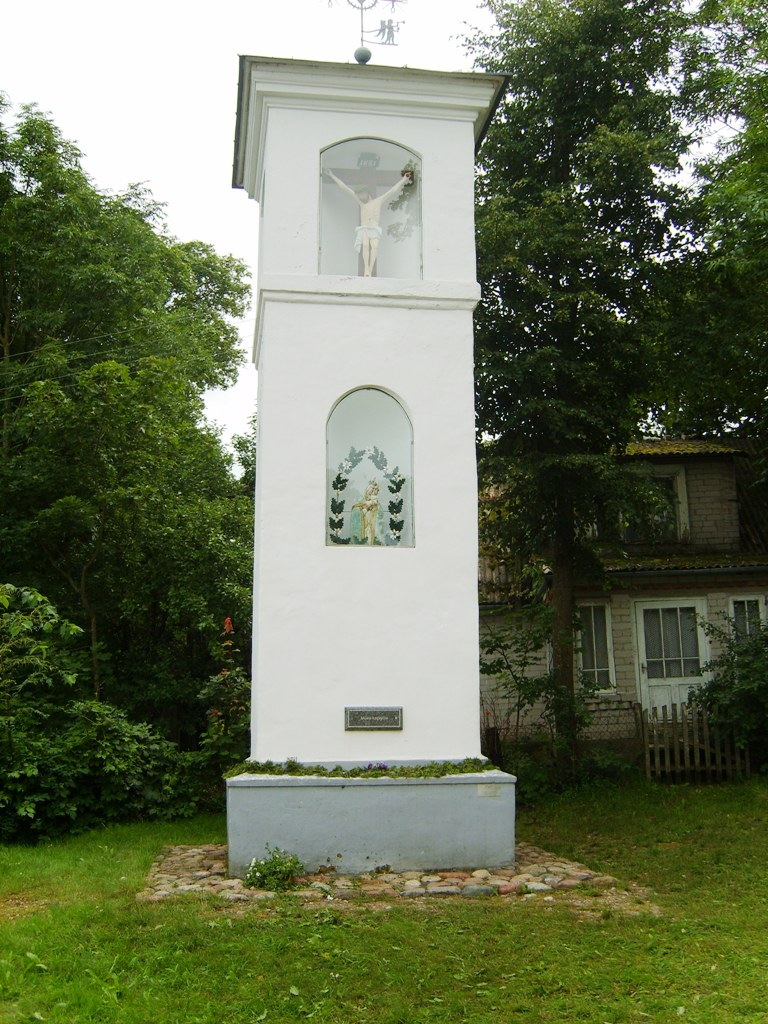